# Западня (телесериал)
Западня — телесериал производства Армении.

## История создания
В начале производства, сериала повествующего о криминальном мире Армении, он являлся частью другого телесериала Перевёртыши. Главный герой Ованес являлся родным братом героя комедийного сериала Гарсевана. К тому моменту рейтинги сериала были явно низкими, и поэтому было решено разбавить комедийный сериал сюжетом на криминальную тематику.
Позже сериал раскололся на две части: «Западня» — криминальный сериал, и собственно комедийно-драматический «Перевёртыши».

## Сюжет
Сериал повествует о криминальном мире Армении начала 2000-х годов. Главный герой Ованес, вор в законе, разрывается между отношениями в собственной семье и сомнительными делами в мире криминала.

## Создатели фильма
- Роман Мушегян — режиссёр фильма
- Унан Согоян — продюсер
- Арутюн Гукасян — сценарист
- Гисане Палян — композитор

### Актёры
- Арутюн Мовсесян — Ованес, главный герой
- Арам Ованесян — Завен, один из антагонистов, бывший агент КГБ
- Арам Мискарян — Гарик, телохранитель Ованеса, бывший спецназовец
- Гегам Кандилян — Гокор, «правая рука» Ованеса
- Арамо Геворгян — Аво
- Армен Марутян — Вардан
- Гуж Манукян — Вахтанг
- Аида Бабаджанян — Тамара
- Саргис Григорян — Гор
- Армен Согоян — Малхас
- Нарек Капланян — Атом
- Елена Борисенко — Нане
- Гарик Чепчян — Ерем

## Судьбы некоторых актёров

### Арам Мискарян и Гегам Кандилян
22 июня 2009 года на трассе Эчмиадзин — Армавир разбился автомобиль марки BMW, врезавшийся в дерево. В автомобиле находилось трое человек: Арам Мискарян, Гегам Кандилян и водитель машины Эдгар Тер-Адамян. 36-летний Арам Мискарян и 35-летний Гегам Хандилян, исполнители главных ролей сериала, погибли на месте. 26-летний Тер-Адамян был доставлен в больницу.

### Дело Артавазда Аракеляна
На популярного шансонье, спортсмена и актера Артавазда Аракеляна, вместе с двумя другими актерами снявшимися в сериале «Западня» Артаком и Артуром Тадевосянами, а также рядом других лиц, было возбуждено уголовное дело по факту мошенничества и присвоении чужого имущества, получении кредитов по поддельным документам.

## Критика
Сериал был встречен публикой неоднозначно. Многие критики восприняли сериал о криминале в штыки как пропаганду криминальной жизни. Известен случай когда целый класс в школе прогулял занятия, дабы навестить могилу известного некогда вора в законе Сво Рафа, экскурсия пришлась на пик популярности криминального сериала.
«Западню» часто сравнивают с «Бандитским Петербургом», в частности интересный факт — одной из ключевых фигур, престарелого вора в законе зовут Барон. И также как в «Бандитском Петербурге» после смерти Барона разыгрывается невиданные по своему масштабу преступные деяния.

## Адаптация
В 2010 году кинокомпания Централ Партнершип приобрела лицензию на производство в России сериала «Западня» у армянского телеканала Шант.
Сюжет сериала был переработан с учётом реалий России..